# Johannes Kamateros (Astrologe)
Johannes Kamateros (altgriechisch Ιωάννης Καματηρός) war ein byzantinischer Autor der Mitte des 12. Jahrhunderts.
Er verfasste zwei Lehrgedichte astrologischen Inhalts, die er Kaiser Manuel I. widmete. Das erste Gedicht Über den Tierkreis (Περί ζωδιακού κύκλου Peri zodiakou kyklou, 1351 Verse) wendet sich an ein literarisch gebildetes Publikum, das zweite, eine Einführung in die Astronomie (Εισαγωγή άστρονομίας Eisagoge astronomías, mindestens 4107 Verse) verwendet den populären sogenannten politischen Vers (stichos politikos) und gebraucht volkstümliche Wendungen.
Über seine näheren Lebensumstände ist nichts bekannt, da es mehrere gleichnamige Personen gibt, über die ebenfalls wenig bekannt ist. Möglicherweise ist er identisch mit einem Rhetor namens Johannes Kamateros, von dem eine 1186 an einen Kaiser gerichtete Rede überliefert ist.

## Ausgaben
- Περί ζωδιακού κύκλου. Hrsg. von Emmanuel Miller. In: Notices et extraits des MSS. de la Bibliothèque nationale 23,2 (1892), S. 53–111.
- Ludwig Weigl: Eisagoge astronomias: Ein Kompendium griechischer Astronomie und Astrologie, Meteorologie und Ethnographie in politischen Versen. Stürtz, Würzburg 1907.